# Вілюй (притока Лени)
Вілюй (рос. Вилюй, якут. Бүлүү) — річка в азійській частині Російської федерації, 32-га за довжиною річка на Землі, ліва притока Лени, найбільша з її приток.

## Географія
Річка має витоки на Вілюйському плато Середньосибірського плоскогір'я, неподалік від річок басейну Нижньої Тунгуски. У верхній течії річка тече у напрямку з півночі на південь, потім, прийнявши води притоки Чони, Вілюй різко повертає на схід і зберігає напрямок, близький до паралелі, до самого гирла (північніше Сангаре), вигинаючись проте в одному місці великим закрутом на південь (Сунтарський закрут). У верхів'ях перетинає болотисто-озерну рівнину, нижче тече в області розвитку трапів, де утворює долину гірського характеру з каньйоноподібними звуженнями (до 160 м), вкрай звивисту.
Схили річки обривисті, заліснені; в руслі є пороги. Від селища Чернишевський до гирла річки Чіркуо утворює водосховище Вілюйської ГЕС (дала струм в 1967). Фундаментом гідроелектростанції служать скелі порогу Улахан-Хана. Води водосховища, які стримує ця гребля, розтягнулися вгору по течії річки на 400 км. Для будівництва та експлуатації ГЕС було споруджене селище Чернишевський. За 140 км нижче від нього на порозі Аччигий-Хана побудована нова Вілюйська ГЕС-III.
У нижній течії річка протікає по Центральноякутській низовині. Нижче селища Сунтар долина розширюється. Від міста Вілюйська до гирла протікає по широкій долині з широкою заплавою і островами, що інколи затоплюються. Найбільший з них — острів Хочентах — має довжину до 15 км.

## Галерея

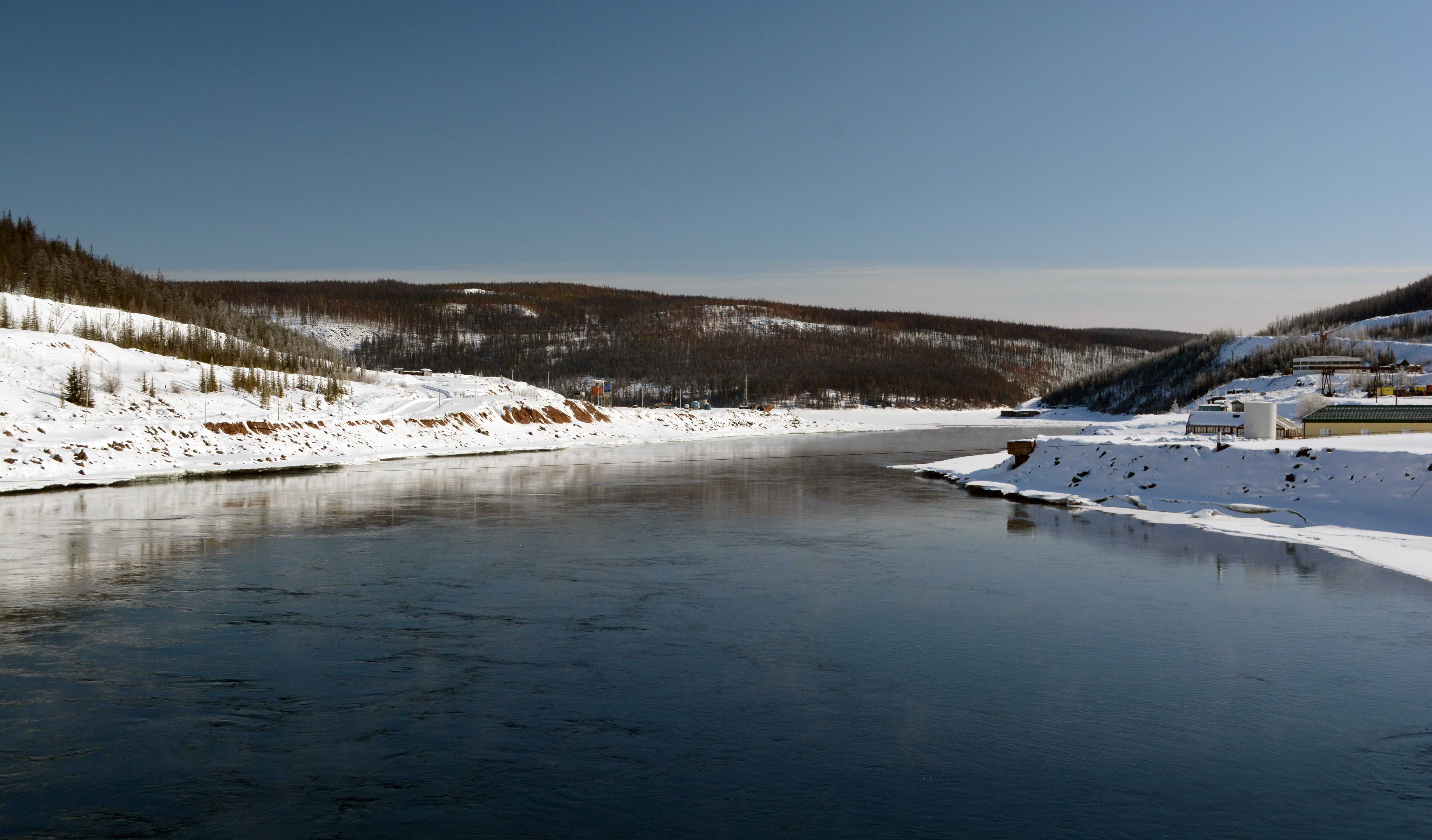
Річка Вілюй. Світлинська ГЕС
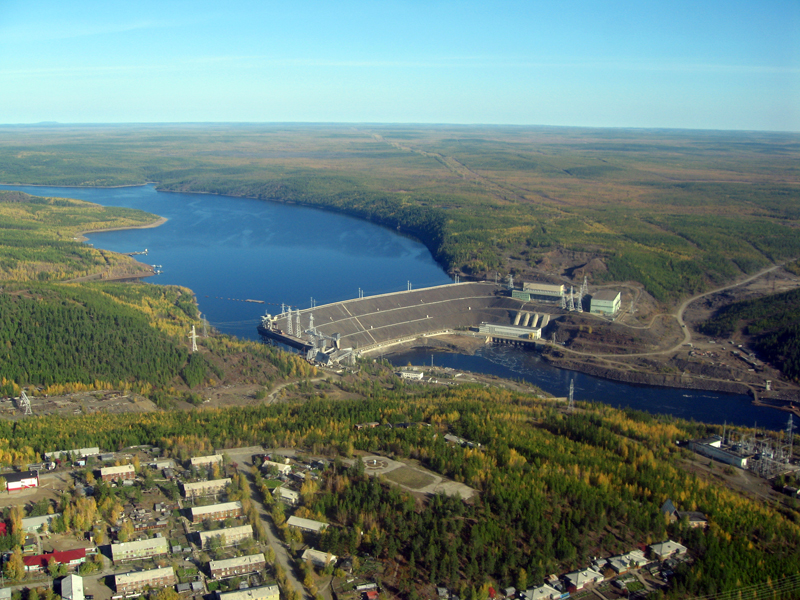
Гребля Вілюйської ГЕС
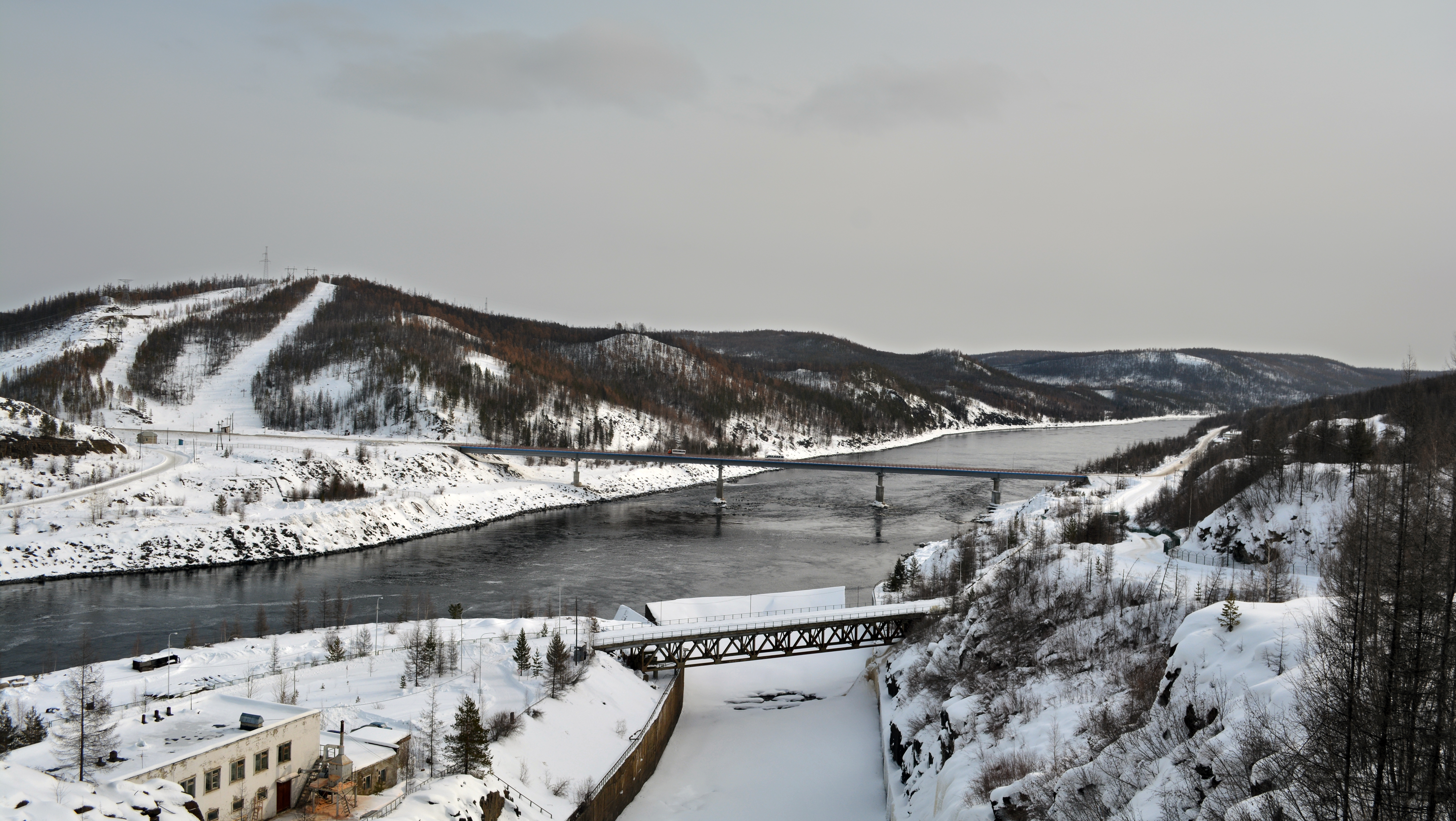
Річка Вілюй